# Celebes do Sudeste

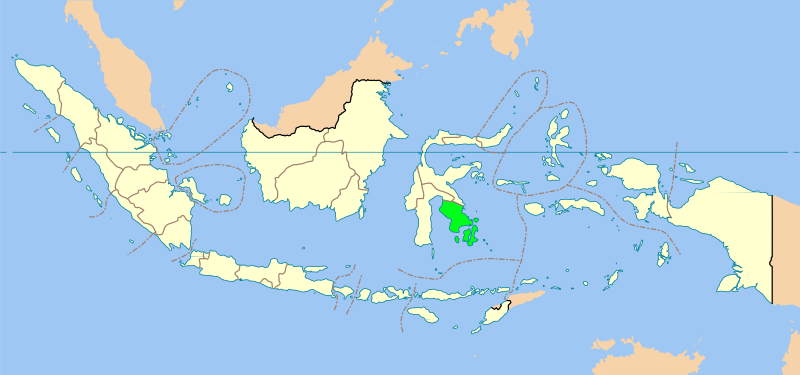
Mapa da Indonésia com a localização de Celebes do Sudeste.

Celebes do Sudeste ou Celebes Sul-oriental (Sulawesi Tenggara, em indonésio) é uma província da Indonésia na ilha de Celebes. Sua capital é Kendari, na costa oriental da península. A província possui 27 686 km² de área.
A província é uma das regiões mais remotas da Celebes, já que não há auto-estradas que a liguem ao resto da ilha. Os principais meios de transporte para outras áreas são a balsa para a província de Celebes do Sul e a ligação aérea com Macáçar.
Sua população é de 1 771 951 habitantes (censo de 2000), predominantemente concentrada em torno de Kendari e na ilha de Buton, ao largo da costa sul. Os habitantes, distribuídos em diversas etnias, como os tolakis, os butons, os munas e os baios, são majoritariamente muçulmanos (57%).
A principal atividade econômica da ilha é a agricultura, com cultivo de coco, cacau e soja, ademais da pesca e da extração de madeira (teca).
A região esteve por muito tempo sob influência do Reino de Bone, que introduziu o islamismo na província no século XVII. Os neerlandeses tomaram a área no século XIX. Após uma breve ocupação japonesa durante a Segunda Guerra Mundial, integrou-se à Indonésia independente.